# Dongjing Meng Hua Lu
Le Dongjing Meng Hua Lu (chinois simplifié : 东京梦华录 ; pinyin : Dōngjīng Mèng Huà lù ; litt. « rêves de splendeur de la capitale de l'Est ») est un recueil de mémoires écrit par Meng Yuan Lao (孟元老). En 1126, Meng dut s'exiler de Kaifeng, la florissante « capitale de l'Est » de la dynastie des Song du Nord, après la conquête du nord de la Chine par Jin Taizu.  Le livre est une description détaillée et nostalgique de la vie urbaine de l'ancienne capitale, de ses fêtes, de ses coutumes et de ses traditions. Il a connu beaucoup d'imitations, et est considéré comme faisant autorité dans sa représentation de l'ancienne culture chinoise.
On ne sait rien de l'auteur, sans doute un fonctionnaire gouvernemental mineur, si ce n'est qu'il avait vécu à Kaifeng une quinzaine d'années, avant sa fuite vers le sud.  Le livre fut imprimé en dix volumes (ou juǎn) en 1187, avec une préface datée de 1147 ; les bibliographies traditionnelles le classent comme récit de voyage et le citent souvent sous son nom abrégé de Meng Hua Lu.

## Le sens du titre
Littéralement, le titre signifie : Capitale de l'Est, autrement dit Kaifeng (Dongjing) - Rêve (Meng) - Hua (Hua) - Récit (Lu).
Hua fait allusion au pays de Hua Xu rêvé par l'Empereur Jaune, « une sphère de joie et d'harmonie parfaite, dont les habitants ne connaissent pas la peur, l'égoïsme, l'avarice ou la souffrance ». En se réveillant, l'Empereur comprit que la Voie ne saurait être trouvée parmi les passions. En utilisant cette référence, Meng Yuan Lao, en un contraste ironique, insinue qu'il s'est, lui, réveillé dans un monde de « désordre parfait ». L’historien Wu Pei-yi fait remarquer que les connotations du mot « rêve » (ou mèng) sont différentes en Occident, où il représente l'avenir et l'espoir, et en Chine, où il correspond plutôt à un souvenir nostalgique ; dans la littérature chinoise, on le rencontre en particulier dans Le Rêve dans le pavillon rouge (Hóng lóu mèng), et dans un essai du XIIIe siècle, le Meng liang lu (Rêve au dessus d'un bol de millet), imitation explicite du Meng hua lu.

## Une ville de rêve
La préface décrit l'ancienne capitale :

« La paix s'étendait jour après jour ; les gens étaient nombreux et on trouvait tout en abondance. Les jeunes aux cheveux longs ne pratiquaient que le tambour et la danse, les vieux aux cheveux blancs ne connaissaient ni bouclier ni lance. Les saisons et les fêtes se succédaient, chacune avec ses propres attractions. Il y avait des nuits blanches et des veilles de lune, des périodes de neige et des périodes de floraison, des compétences à solliciter et des hauteurs à gravir, des réservoirs pour s'entraîner et des jardins à parcourir. Levez les yeux et vous verriez des bosquets verts et des chambres peintes, des portes brodées et des ombres nacrées. Des chars décorés rivalisaient pour se garer dans l'Avenue Céleste et des chevaux ornés de bijoux se disputaient l'éperon dans la rue impériale. L'or et le martin-pêcheur éblouissaient le regard, les tissus soyeux et la gaze de soie laissaient flotter leurs parfums. ... Des sons nouveaux et des rires sournois s'entendaient dans les allées de saules et les chemins fleuris, les flûtes et les cordes s'harmonisaient dans les quartiers de thé et les tavernes. »

Meng doit avoir disposé d'assez d'argent pour profiter des plaisirs de la cité ; il explique que « les trésors et les curiosités, les parfums exquis du monde entier sont rassemblés ici, tous sont vendus sur le marché. ». Il décrit également les rites impériaux, mais il est possible qu'il ne les ait connus que par ouï-dire.

## Restaurants, artistes de rue, et vie nocturne
Wu Pei-yi écrit que « ce qui distingue ce livre des autres écrits sur les villes, c'est sa description détaillée de la vie quotidienne telle qu'elle était vécue dans les rues et sur les marchés..... La nourriture et la boisson semblent avoir été la préoccupation de tous ». Weng se délecte des spectacles de rue que les écrivains sérieux dédaignent, allant jusqu'à citer les noms des artistes :
« Zhao le sauvage mangeait et buvait en étant suspendu la tête en bas..... Hua Zhuoer chantait des pots-pourris ; Wen la grosse tête et Petit Cao jouaient du luth ; Dang Qian se produisait avec des instruments à vent..... Zou Yi et Tian Di se faisaient passer pour des paysans venus visiter la capitale.... Yin Chang régalait ses auditeurs avec des histoires de la période des cinq dynasties ; Liu Baiqiin faisait faire des tours à ses oiseaux et à ses bêtes ; Yang Wenxiu jouait du tambour et de la flûte..... »
Parmi les descriptions de nourriture, on trouve plus d'une centaine de plats et d'en-cas, de spécialités locales et de cuisine de rue, ainsi que des remarques sur des restaurants et des tavernes célèbres. Le livre est ainsi une source importante d'informations sur la cuisine et les boissons chinoises, décrivant en particulier les cuisines régionales, et insistant à de nombreuses reprises sur la cuisine sichuanaise.
L'évocation d'une soirée au restaurant est particulièrement vivante :
« Lorsque les invités arrivent, une seule personne tenant des baguettes et un menu interroge tous les convives assis. Les hommes de la capitale sont extravagants et demandent une centaine de choses différentes - du chaud, du froid, du tiède, du normal, du très froid - et des choses comme des nouilles agrémentées de viande maigre et grasse. Chacun commande quelque chose de différent. Le serveur prend les commandes et s'approche d'un comptoir où il se tient en ligne et récite [les commandes] sans se tromper depuis le début.... peu de temps après, le serveur met trois bols dans sa main gauche, puis empile une vingtaine de plats le long de son bras droit, de la main à l'épaule, les distribuant en parfaite conformité avec la commande de chacun. Aucune erreur n'est permise. »

## Fête de Qingming
La section du livre 7 décrivant la  fête de Qingming a permis de mieux interpréter le Qingming Shanghe tu (清明上河圖, La Fête de Qingming au bord de la rivière), un célèbre rouleau de peinture dû à Zhang Zeduan (張擇端) :
«Ce jour-là, les nouvelles tombes sont visitées et nettoyées, les habitants de la capitale se rendent dans les faubourgs ....... Lorsqu'ils reviennent le soir, ils portent sur eux des crêpes plates, des figurines en argile, des couteaux-jouets, des fleurs précieuses, des fruits exotiques, des maquettes en argile (paysages, bâtiments, personnes, etc.), des accessoires de jeu (porte-bonheur), des œufs de canard ou des poussins, qu'ils appellent les « cadeaux de l'extérieur des portes de la ville. » Les litières sont décorées sur leurs quatre faces de diverses fleurs et de branches de saule. »

## Influence littéraire
Les évaluations du style de l'ouvrage diffèrent. Meng lui-même, dans sa préface, avec une modestie caractéristique des auteurs chinois classiques, décrit son langage comme « grossier et vulgaire » et « manquant des ornements du style littéraire », insistant pour que le lecteur « en prenne bonne note ». Pendant de nombreuses années, les critiques chinois sont convenus que la prose était de faible qualité car elle mélangeait des expressions familières et du chinois littéraire mal écrit. L'expert moderne Steven West suggère toutefois que ce style incohérent est dû au fait que Meng a entrelacé des passages d'une sorte de journal avec des compositions ultérieures, puis y a ajouté de l'argot et des termes techniques. Wu Pei-yi, un autre historien récent, estime que l'attrait du livre réside dans «  les éléments stylistiques qu'il partage avec l'art moderne de la photographie : l'inventaire vif et minutieux des détails visuels, le refus de fouiller derrière la façade, la préoccupation du moment présent et la dissimulation d'un narrateur ».

## Représentation du Dongjing Menghua Lu
Dynastie Song - Dongjing Menghua est une interprétation des scènes de l'ouvrage, donnée dans le parc de la rivière Qingming à Kaifeng. Elle dure 70 minutes et fait intervenir plus de 700 acteurs.